# ケイト・ミレット

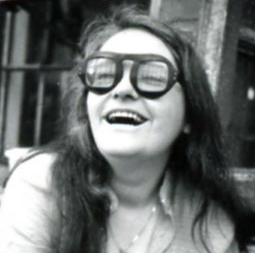
1970年のケイト・ミレット

ケイト・ミレット（Kate Millett、本名はキャサリン・マレー・ミレット、1934年9月14日 - 2017年9月6日）は、アメリカ合衆国のフェミニスト作家で、芸術家、社会活動家。フェミニズムの第二の波へ大きな影響を与えたミレットは、1970年彼女の著書『性の政治学』でよく知られている。

## キャリア
ミレットはミネソタ州セントポールに生まれ、1956年ミネソタ大学で文学士を取得している。その大学では彼女は、ソロリティ、カッパ・アルファ・シータの一員でもあった
。その後、1958年オックスフォード大学のセント・ヒルダカレッジから英語の学部卒業証明を成績優秀で取得している。彼女は、セント・ヒルダカレッジから第一級の成績優秀で大学院の学位を取得した初めてのアメリカ人女性でもある。ミレットは1961年日本に移り、早稲田大学で英語の教鞭をとり、彫刻家としてのキャリアを目指した。2年後、ミレットは、パートナーで彫刻家の吉村二三夫（よしむらふみお）とアメリカ合衆国に戻った。彼女は吉村と1965年に結婚し、1985年に離婚した。彼女は1960年代後半から1970年代にかけてフェミニズムの政治活動において活発に活動した。1966年には、全米女性会議（National Organization for Women）の理事会の一員になった。『性の政治学』は、1970年ミレットの博士論文となり、同年彼女はコロンビア大学から博士号を授与された。この本は、西側社会やその文学の中での家父長制への批判で、その矛先は、作家のD・H・ローレンス、ヘンリー・ミラー、そしてノーマン・メイラーの女性への性差別と同性愛に対する差別に向けられ、彼らの視点を同性愛の作家ジャン・ジュネと対比させていた。ミレットは、家父長制の起源を問題視し、性差に基づいた抑圧は、政治的であると同時に文化的なものであると主張し、伝統的な家族を解体していくことが、真の性の革命への鍵であると提唱した。1971年、ミレットはニューヨーク州ポキプシーにほど近いところに土地や建物を購入し、修復を開始した。このプロジェクトは、その後女性のアーティストや作家たちのアートコロニー「ツリーファーム」（木の農場）になっていった。このプロジェクトは、ミレットのシルクスクリーンやそこに居住するアーティストの手作りのクリスマスツリーなどで運営された。2012年には、農場は5013c3型非営利団体になり、その名をミレット・アートセンター（the Millett Center for The Arts）に改称した
。ミレットは、この組織の総責任者で、組織はアーティストのコロニーとして活動を続け、「あらゆる創造的な活動によって」女性たちに居場所を提供し続けている。1971年のミレットの映画、「3つの人生」は、16mmの記録映画で、全て女性のスタッフにより制作された。それに助監督のスーザン・クレックナー、カメラ担当のレノア・ボード、そして編集のロビン・ミードが女性解放映画の名のもとに結集している。70mmの映画は、3人の女性、マロリー・ミレット・ジョーンズ （監督の姉）、化学者リリアン・シュレーヴ、そしてアーティストのロビン・ミードに焦点を当て、彼女たちの人生を回顧させている。彼女の本『Flying』（1974年）は、彼女の吉村二三夫との結婚について、他の女性との恋愛事件について語っている。『Sita』（1977年）は、ミレットと10歳年長だった女性の大学職員との絶望的な恋愛事件についての省察である。
1979年にミレットはイランに飛んだ。そこでの女性の権利について書くためだったのだが、すぐに国外退去させられ、そのことについて『Going to Iran』に執筆している。『The Loony-Bin Trip』（1990年）では、彼女は双極性障害と診断されて、精神療養施設に入院させられた経験について語っている。彼女は結局リチウム塩による治療を辞める決断をした。彼女はセント・ポール病院で精神鑑定を受け、正常と判定され、大胆にも彼女の弁護士ともどもミネソタ州の州法の修正を迫った。ミレットは、「オン・ザ・イシューズ」（en:On the Issues）誌への寄稿者でもあり、1988年の10月号ではマール・ホフマンによるこの雑誌のためのロングインタビューにも応じている。
ミレットは、反精神分析運動の活動家でもある。彼女は、2005年、障がい者の人権についての会議のやりとりの流れの中で、マインド・フリーダム・インターナショナルの代表としてアメリカ合衆国における精神的虐待について発言している。1990年代の後半から2000年代初頭にかけて、彼女は、大規模な区画整理の一環としてバワリー通り295番地の彼女の家の立ち退きを迫るニューヨーク市当局との係争に巻き込まれた。ミレットとその他の人々は、徹底抗戦をしたが、結局敗れた。彼らの家は撤去されて、別の場所に移された。
2013年3月には、アメリカ合衆国の女性名誉殿堂（National Women's Hall of Fame）が、ミレットを2013年の殿堂入りのリストの中に加わったと発表した。殿堂入りの式典は、2013年10月24日、ニューヨーク州セネカフォールズにある女性の名誉殿堂の本部で行われることになっている。
2014年、第二波フェミニズムに焦点を当てたドキュメンタリー映画『She's Beautiful When She's Angry』に出演。
2017年9月6日、パリにて82歳で死去。

## 私生活
ミレットは公然の両性愛者だった。彼女は、1970年コロンビア大学で性の解放についてのパネルディスカッションに出席した際に、聴衆の一人であった女性が彼女の主張に「どうしてあなたは、自分がレスビアンだとオープンに言えないの? あなたは、自分が過去にレスビアンだったと言ってるだけじゃないの。」と反論したことに答えて自分がバイセクシュアルだと言っている。『タイム』誌のレポーターが、その会議を録音テープに記録し、1970年12月8日、その記事は、その他のものと合わせて、レスビアンと同様すべての解放論者を日常的に片付けてしまうような懐疑主義の考え方を喜ばせるだけ」というミレットの見解を添えて活字になった。彼女は、1965年から1985年まで吉村二三夫と結婚生活を営んだ。

## 論争
『The Basement: Meditations on a Human Sacrifice』（地下室:犠牲者についての省察）は、1965年インディアナ州の主婦ガートルード・バニシェフスキーによって彼女の家に下宿していた10代の少女シルヴィア・ライケンスが拷問され殺害された事件についてのミレットの半ばドキュメンタリー的な著作で、犯罪予防についての論争を引き起こした。ミレットは、犯罪のフェミニズム的な解釈を主張した。
もっと一般的なところでは、社会学者のカミール・パーリアが、1992年にミレットの学識というのはトンデモナイまがい物だ。ミレットごときがちやほやされることで、「アメリカのフェミニズムは、株価を急落させた、と主張している。

## 著作
- Sexual Politics (1970)（『性の政治学』自由国民社　1973年、ドメス出版　1985年）
- The Prostitution Papers (1973)
- Flying (1974)
- Sita (1977)
- The Basement (1979)
- Going to Iran (1979)
- The Loony-Bin Trip (1990)
- Believe me, you don't want a picture of that! (1991)
- The Politics of Cruelty (1994)
- A.D.: A Memoir (1995)
- Mother Millett (2001)（新水社　2008年） [13]

## 映画
- Des fleurs pour Simone de Beauvoir (2007)
- The Real Yoko Ono (2001) (TV)
- "Bookmark" .... (1 episode, 1989)
  - Daughters of de Beauvoir (TV episode, 1989)
- Not a Love Story: A Film About Pornography (1981)
- Three Lives (1971, Producer)
- Playboy: The Story of X (1998) (Archive Footage) [14]